# Креси-сюр-Сер (кантон)
Креси-сюр-Сер (фр. Crécy-sur-Serre) — упраздненный кантон во Франции, регион Пикардия. Департамент кантона — Эна. Входил в состав округа Лан. Население кантона на 2010 год составляло 8 126 человек.
Код INSEE кантона — 0213. Всего в кантон Креси-сюр-Сер входило 19 коммун, из них главной коммуной являлась Креси-сюр-Сер.

## Коммуны кантона
В состав кантона входили коммуны (население по данным Национального института статистики за 2010 г.):
- Асси-сюр-Сер — население 275 чел.
- Барантон-Бюньи — население 589 чел.
- Барантон-Сель — население 136 чел.
- Барантон-сюр-Сер — население 115 чел.
- Буа-ле-Парньи — население 183 чел.
- Вернёй-сюр-Сер — население 271 чел.
- Дерси — население 367 чел.
- Креси-сюр-Сер — население 1 454 чел.
- Куврон-э-Оманкур — население 1 325 чел.
- Мебрекур-Ришкур — население 298 чел.
- Монтиньи-сюр-Креси — население 309 чел.
- Мортье (Эна) — население 207 чел.
- Нувьон-ле-Конт — население 273 чел.
- Нувьон-э-Катийон — население 535 чел.
- Парньи-ле-Буа — население 136 чел.
- Пуйи-сюр-Сер — население 524 чел.
- Реми (Эна) — население 239 чел.
- Шаландри — население 217 чел.
- Шери-ле-Пуйи — население 673 чел.

## Экономика
Структура занятости населения :
- сельское хозяйство — 11,0 %
- промышленность — 18,3 %
- строительство — 4,1 %
- торговля, транспорт и сфера услуг — 16,5 %
- государственные и муниципальные службы — 50,1 %

## Политика
На президентских выборах 2012 г. жители кантона отдали в 1-м туре 31,8 % голосов Франсуа Олланду против 28,5 % у Марин Ле Пен и 20,0 % у Николя Саркози, во 2-м туре в кантоне победил Олланд, получивший 61,2 % (2007 г. 1 тур: Сеголен Руаяль — 27,3 %; Саркози — 23,4 %; 2 тур: Руаяль — 54,6 %). На выборах в Национальное собрание в 2012 г. по 1-му избирательному округу департамента Эна они поддержали альтернативного левого кандидата, действующего депутата Рене Дозьера, получившего 34,1 % голосов в 1-м туре и 48,1 % голосов — во 2-м туре (из трех кандидатов).
|  | Кандидат          | Партия                  | % голосов |
|  | ----------------- | ----------------------- | --------- |
|  | Бернар Ронсен     | Прочие правые           | 53,30     |
|  | Жан-Мишель Воттье | Социалистическая партия | 68,61     |